# ドネツク州立アカデミー劇場
ドネツク州立アカデミー劇場（ウクライナ語: Донецький академічний обласний драматичний театр、英語: Donetsk Regional Academic Drama Theatre）は、ウクライナ・ドネツク州のマリウポリにある州立アカデミー劇場であり、左岸ウクライナで最も古い劇場のひとつである。また、マリウポリ劇場（英語: Mariupol Theatre）とも呼ばれる。
2022年3月16日、ロシアによるウクライナ侵攻中にロシア軍の爆撃機が投下した超大型爆弾の直撃により劇場建物は破壊された。

## 概要
劇場建物は1956年から1960年にかけて、建築家O.クリロフとオレグ・マリシェンコの設計により建設された。正面ファサードはクリミアのインケルマン産灰色石材で造られ、4本の柱を持つガラリーを備え、柱頭は複合柱頭で装飾されていた。ファサードは彫刻群を配したペディメントで締めくくられていた。
劇場には以下の2つの舞台があった：
- 大ホール：680席
- 小ホール：62席

## 劇場の歴史

### マリウポリにおける劇場の始まり
マリウポリでの劇場の歴史は、1847年にアントレプレナーであるV.ヴィノグラドフ率いる劇団が初めて同市を訪れたことに始まる。当時、マリウポリには適切な劇場施設がなく、演目はエカテリニンスカヤ通り（現在のニコポル通り）の借り物の倉庫で上演された。
1850年代から1860年代にかけて、地元住民のポポフが自宅の庭に「メルポメネの神殿」と呼ばれる初の劇場施設を設けた。この「劇場」は基本的な設備を欠いていたが、アレクサンドロフ、ネヴェロヴァ、メドヴェデヴァ、ストッペル、ノヴィツキー、ミンスキー、プロコフィエフ、ピローニなど、当時の地方俳優たちが出演し、数シーズンにわたり公演を行った。
1878年、マリウポリで最初のプロ劇団が設立され、これが現在のドネツク州立アカデミー劇場の起源とされている。裕福な商人で、ウルズフ出身のギリシャ系シャポヴァロフ家に属するヴァシリー・シャポヴァロフが、劇場に適した建物を借り受けた。ここで、俳優I.A.ザゴルスキー、L.リニツカらによる創作活動が始まった。
1884年、マリウポリ音楽演劇協会の規約が承認され、会員はアマチュア公演を上演し、コンサートを開催し、市民の美的教育に貢献した。
1887年11月8日、歴史的な出来事が起こった。それまで不適切な施設で活動していた劇団が、V.L.シャポヴァロフの資金で新たに建設された劇場「コンサートホール」（後の「冬の劇場」）で初めて公演を行った。この劇場は大きな舞台、快適な座席、オーケストラ用のスペース、800席の観客席を備えていた。劇場シーズンはゴーゴリの『検察官』の上演で開幕し、劇場の所有者であり興行主でもあるシャポヴァロフ自身が市長役を演じた。
専用の固定舞台を得たことで、マリウポリは19世紀末から20世紀初頭にかけて重要な文化拠点に発展した。ここでは、マルコ・クロピヴニツキー、イヴァン・カルペンコ＝カリイ、パナス・サクサハンスキー、ミハイロ・スタリツキーといったウクライナ劇場の巨匠たちの巡業公演が行われた。

### 20世紀のマリウポリ市劇場
1920年代、マリウポリではA.ボリソグリブスキー率いる劇団「新劇場」が活動した。
1934年、市劇場を基盤に、マリウポリを常設拠点とする「全ドネツク音楽演劇劇場」が設立された（芸術監督：A.スミルノフ、演出家：A.イスカンダー）。
1936年4月18日、市劇場で名誉芸術家でオペラ歌手のミハイロ・グリシュコとの対談が行われた。
1936年11月、マリウポリ州立ロシア音楽演劇劇場はオレクサンドル・コルニイチュクの『プラトン・クレチェト』を上演し、この初演日は、ソ連時代の文献でしばしば現代劇場の創設日とされた。
新設された劇場は1937年4月に、スターリノ（現ドネツク）、マキイウカ、ポルタヴァ、クレメンチューク、スムィ、ハルキウへの4か月にわたる大規模な巡業を行った。
第二次世界大戦後、1947年にマリウポリのロシア演劇劇場は閉鎖された。
1959年、劇場の活動が再開され、新たな固定舞台の建設、劇団の募集、新作の準備が進められた。このとき、マリウポリ劇場はドネツク州立の地位を授与された。
新築された劇場施設の公式開業は、1960年11月2日、オレクシイ・アルブゾフの『イルクーツク物語』のプレミア上演で行われた。

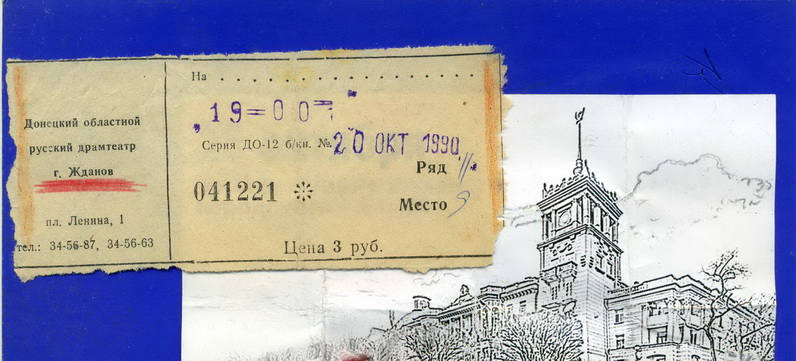
マリウポリ劇場の公演チケット、1990年

1978年、マリウポリは市劇場の100周年を祝い、ドネツク州立ロシア演劇劇場は名誉記章勲章を受章した。
1985年、小ホールが開設された。
劇場芸術の発展への貢献が認められ、2007年11月12日、ウクライナ文化観光省の命令により劇場にアカデミーの地位が付与された。
2016年、「ドネツク州立名誉記章アカデミーロシア演劇劇場」は「ドネツク州立アカデミー劇場」に改名され、「ロシア」の語が名称から削除された。

### ロシア・ウクライナ戦争（2022年）

#### マリウポリ劇場への空爆
2022年3月16日、ロシア空軍が避難民が身を寄せていた劇場に超大型爆弾を投下した。
爆撃により劇場の中央部分が崩壊し、瓦礫が建物内の防空壕の入り口を塞いだ。ロイター通信によると、衛星画像では劇場の正面と裏の広場に白いペンキで大きく「子ども」と書かれていたが、ロシアの攻撃を止めることはできなかった。
同日、イタリアの文化遺産・文化活動大臣ダリオ・フランチェスキーニはツイッターで、イタリア政府が劇場の早期再建のための支援を承認したと発表した。
2022年3月17日朝、人民代議員セルヒイ・タルタは、防空壕が耐え抜き、人々が生存していると報告した。しかし、3月24日、「ポピュラー・ポリティクス」の放送で、継続的な砲撃と救助者の不在により、瓦礫の下から少なくとも1000人が救出できない可能性があると推測した。マリウポリ市議会の3月25日の報告では、ロシア軍機の爆撃により劇場で約300人が死亡したとされる。
2022年5月4日時点で、Associated Pressの調査によると、爆撃により約600人が死亡したとされる。この調査は、爆撃を生き延びた23人の証言、救助者、劇場の避難所に詳しい人物の情報、劇場の設計図、内部の写真・動画に基づいている。
2022年12月23日、劇場の残骸は完全に取り壊された。

#### 劇場の活動再開
ドネツク州軍民行政府長官パヴロ・キリレンコが劇場の活動再開を決定し、2022年5月6日からリュドミラ・コロソヴィチが芸術監督代行に任命された。200人以上の劇団員のうち、ウージホロドに移ったのは13人で、俳優は7人だけだった。一部の劇団員はコロソヴィチの指導下での活動に反対を表明した。リハーサルと初演はザカルパッチャ州立ユーリイ＝アウグスティンおよびイェウヘン・シェレヒイ兄弟記念音楽演劇劇場の舞台で行われた。
再開後の最初の公演は、ヴァシル・ストゥスの人生と運命を描いたリュドミラ・コロソヴィチ演出の『国民の叫び』だった。ウクライナの詩人で60年代世代のストゥスを取り上げたことは、彼の人物像、ドネツク地方との直接的なつながり、ウクライナ語やウクライナ文化の自由な発展と世界文化での代表性を求める闘争の類似性から象徴的だった。既存のストゥスに関する戯曲や映画脚本は要求に応えず、「戦争中の今、ストゥスの『ライトなバージョン』を上演することはできない」とコロソヴィチは説明し、俳優オレナ・ビラ、ドミトロ・ムランツェフ、マクスィム・フィリポフと共に創作ラボを組織し、『国民の叫び』を共同執筆した。
『国民の叫び』の初演は満員御礼で、劇場は追加公演を企画した。批評家は公演を「古代ギリシャの悲劇」に例え、「主人公以外の6人が、多様な個性にもかかわらず奇妙に一体化する」と評した（歴史学博士セルヒイ・フェダカ）。また、「ウクライナを侵略者から守る強力な呼びかけ」（演劇学者ナタリヤ・ポトゥシュニャク）、「戦略的に正確でレパートリーとして正しい選択。マリウポリのウクライナ芸術家の芸術的・市民的立場を示す」（芸術学候補スヴィトラナ・マクスィメンコ）と評価された。
ウクルインフォルムの記者テチャナ・コフティチは、「初演後、彼らは『ストゥス派』と呼ばれるだろう。かつての詩人のように敵に武器を下ろさなかった。『耐えなさい、耐えなさい―忍耐はあなたを磨き、精神を鍛える。だから耐えなさい、耐えなさい。誰もあなたを不幸から救わない、誰もあなたを自分の道から外さない』―学校で覚えたストゥスの詩を覚えているか？マリウポリのストゥス派の公演はまさにそれだ」と述べた。
爆撃から半年後の9月16日、「マリウポリの悲劇」と題した追悼イベントが開催され、劇場建物にいた俳優たちが悲劇の記憶を観客と共有した。ウクライナ防衛者の日である10月14日には詩の夕べが開催された。活動再開から1年間で、劇場は6つの本格的な初演を上演した：『国民の叫び』、『マリウポリの悲劇』、『カチカ』、『ドネツクのクリスマス劇』、『デカメロン』、『驚くべきタチアナ』。

#### マリウポリの劇場建物
2023年7月、占領当局は劇場の地下室を完全にコンクリートで埋め、「再建」の名目で事実上ゼロからの建設を開始した。
2023年9月7日、中国の歌手ワン・ファンが劇場の廃墟で『カチューシャ』を歌い、ウクライナ社会で反響を呼び、ウクライナ外務省が非難した。

## レパートリー
劇場のレパートリーには、ドラマ、喜劇、児童・青少年向け公演、ミュージカルが含まれる。主な作品は以下の通り：
- シェフチェンコの『ハイダマキ』
- クーリシュの『97』
- ウクライナの『森の歌』
- クヴィトカ＝オノヴィヤネンコの『シェリメンコ＝従卒』
- スタリツキーの『二兎を追う者』
- ゴーゴリの『結婚』
- シェイクスピアの『リア王』、『じゃじゃ馬ならし』
- ユーゴーの『マリー・チューダー』
- シラーの『ドン・カルロス』
- イプセンの『ヘッダ・ガブラー』
- オニールの『楡の木の下の欲望』
- アヌイの『メディア』
- モリエールの『タルチュフ』
- ヴィソツキーの『少女たちのロマン』
- ロスタンの『ロマンティック』
- ドストエフスキーの『K公爵の最後の巡業』
- メーテルリンクの『盲目』
- ヴィクトル・レゲントフの『エディット・ピアフ』
- オストロフスキーの『狼と羊』
- ソログブの『優しい心』
- デュレンマットの『惑星の肖像』
- スティーヴンソンの『宝島』
- サドゥールの『貴婦人』
- プトゥシュキナの『クリスマス物語』
- ラズモフスカヤの『持参金なし』
- コリャダの『スリングショット』
- グルキンの『家族のカドリーユ』
- ムロジェクの『タンゴ』
- サルトルの『閉ざされた扉』

再開後のレパートリー
- Template:劇場年、7月16日 - 『国民の叫び』 リュドミラ・コロソヴィチ、オレナ・ビラほか劇団員作、演出：リュドミラ・コロソヴィチ
- 2022年、9月16日 - 『マリウポリの悲劇』 オレクサンドル・ハヴロシュ作、ヴィーラ・レベディンスカ、ドミトロ・ムランツェフ、オレナ・ビラ、イーホル・キトリシュ、マトヴィイ・キトリシュの証言に基づく、演出：イェウヘン・ティシュチュク[37][38]
- 2022年、11月27日 - 『カチカ』 マルタ・グシュニョフスカ作、演出：ナタリヤ・オレシュニコヴァ[39][40][41]
- 2022年、12月25日 - 『ドネツクのクリスマス劇』 パンテレイモン・クーリシュの『イロドの災い』を基に、ドネツク地方の伝統的なキャロルと新年祝いの歌を使用、演出：リュドミラ・コロソヴィチ
- Template:劇場年、3月19日 - 『デカメロン』 ジョヴァンニ・ボッカッチョの『デカメロン』の短編に基づく、演出：オレグ・メルニチュク[42][43]
- 2023年、5月20日 - 『驚くべきタチアナ』 ラシャ・ブガゼ作、演出：リュドミラ・コロソヴィチ[44][45]

## 創作スタッフ
異なる時期に劇場を率いた芸術監督には、アナトリー・ホディリェフ、ペトロ・ヴェトロフ（1960-1963）、セメン・シェイコ（1964-1967）、オレクサンドル・ウテガノフ（1968-1986）、ユーリイ・コステンコ（1986-1988）、ヴォロディミル・バルカシノフ（1989-1993）、ミコラ・ヴォロシン（1994-1996）、オレクサンドル・コトフ（1996-2001）、コスチャンティン・ドブルノフ（2001年以降）、ヴォロディミル・コジェヴニコフ（2016年以降）がいる。
演出家としては、ヴォロディミル・クリペツ、オレクサンドル・コジェノフスキー、ヴォロディミル・ブガヨフ、ハロルド・ヴォガウ、ヴォロディミル・タルシス、ヴォロディミル・モスクヴチェンコ、スタニスラフ・ネプリャヒンが活動した。
美術家には、ライサ・ストルミナ、イヴァン・ボンダレフがおり、長期間にわたりミハイロ・コヴァルチュク（1972-1996）が首席美術家を務めた。
俳優には、パヴロ・クリョノフ、ネオニラ・ビレツカ＝ブガヨヴァ、ローザ・ポジャコヴァ、ボリス・サブロフ、ヴァレンティン・マチュカソフ、ゲオルギー・レスニコフ、アナトリー・セルゲーエフ、ミコラ・ゼムツォフ、アナトリー・ソロッコ、イェウヘニヤ・ヴェトロヴァ、マリヤ・ドミトリエヴァ、ガリナ・デミドヴァ、ヴィクトル・アフラミェーエフ、ヴァレリー・ミトロファノフ、レオニード・ルツキー、オレクシイ・チェルノフ、イヴァン・ドミトリエフ、オレクサンドル・デミドフ、スタニスラフ・ボクラン、ミロスラフ・リプニツキー、ユーリイ・カン、ゲオルギー・イヴァノフ、イヴァン・ゼンコフ、ヴィタリー・トカチェンコ、ヴィクトル・クディノフ、リュボフ・ロドチニコヴァらがいる。
2008年時点で舞台に立っていた俳優には、ナタリヤ・ユルヘンス、ユーリイ・ドロンチェンコ、スヴィトラナ・オトチェナシェンコ、リュドミラ・ルスナク、スヴィトラナ・リプニツカ、ハンナ・フォメンコ、ミコラ・シャロフ、アナトリー・シェフチェンコ、オレクサンドル・アルトゥニャン、セルヒイ・ムシエンコ、ナタリヤ・アトロシェンコヴァ、ナタリヤ・メトリャコヴァ、イーホル・キトリシュ、オレナ・ビラ、ヴァレリー・サルベイ、セルヒイ・ザボゴンスキー、アルトゥール・ヴォイチェホフスキーがいた。首席美術家はスヴィトラナ・カンだった。

## ギャラリー

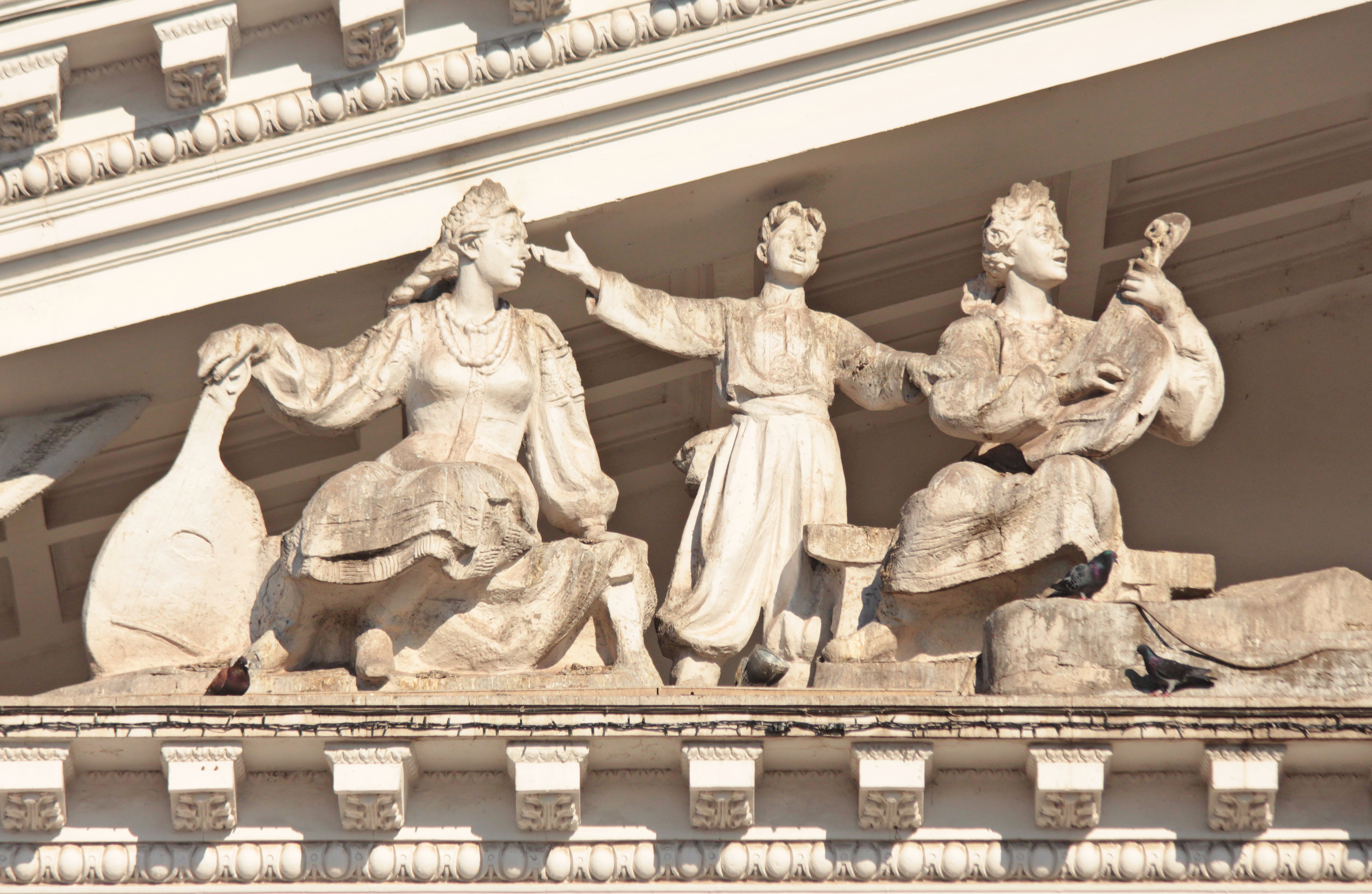
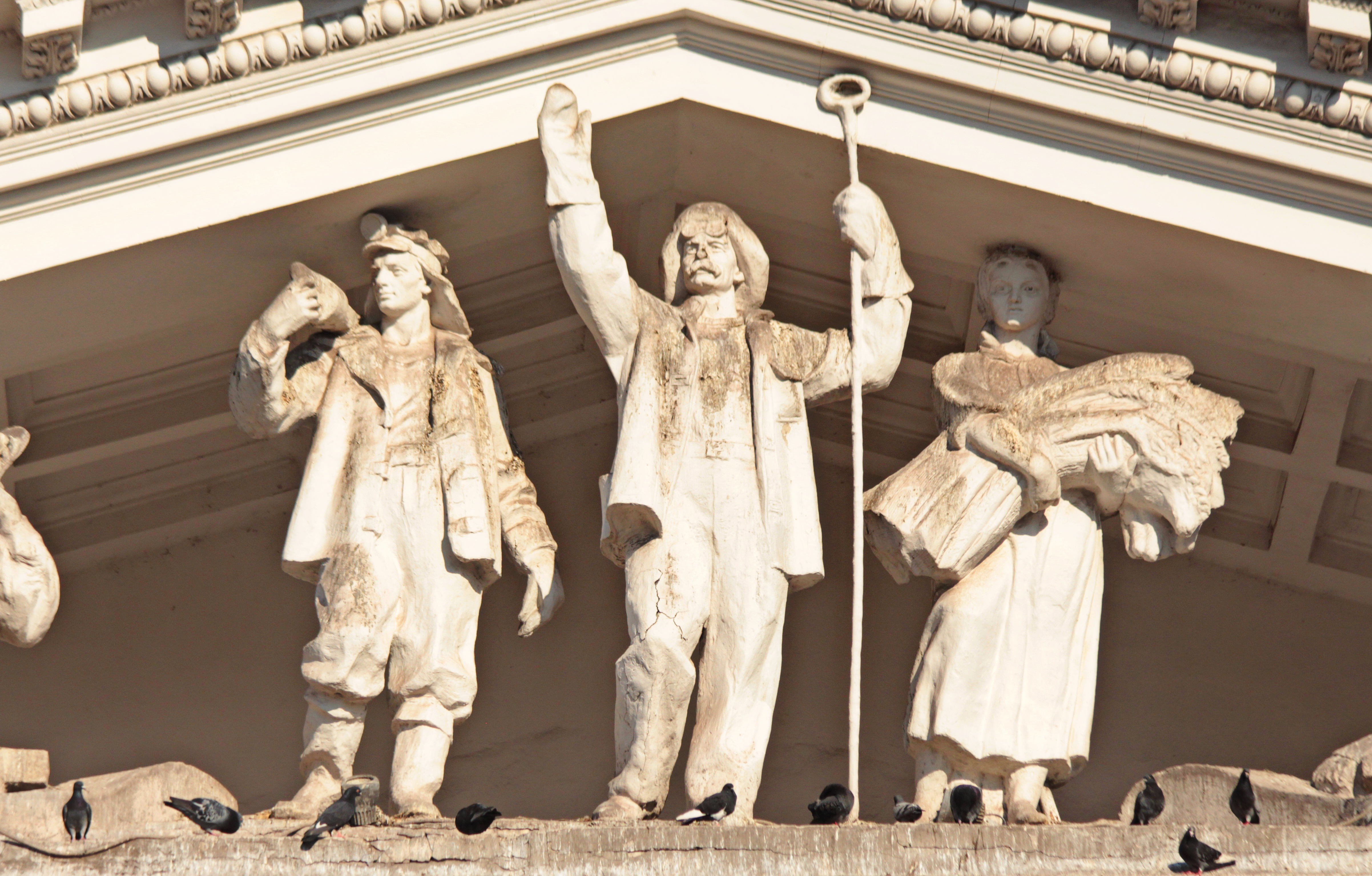
中央ファサードの断片
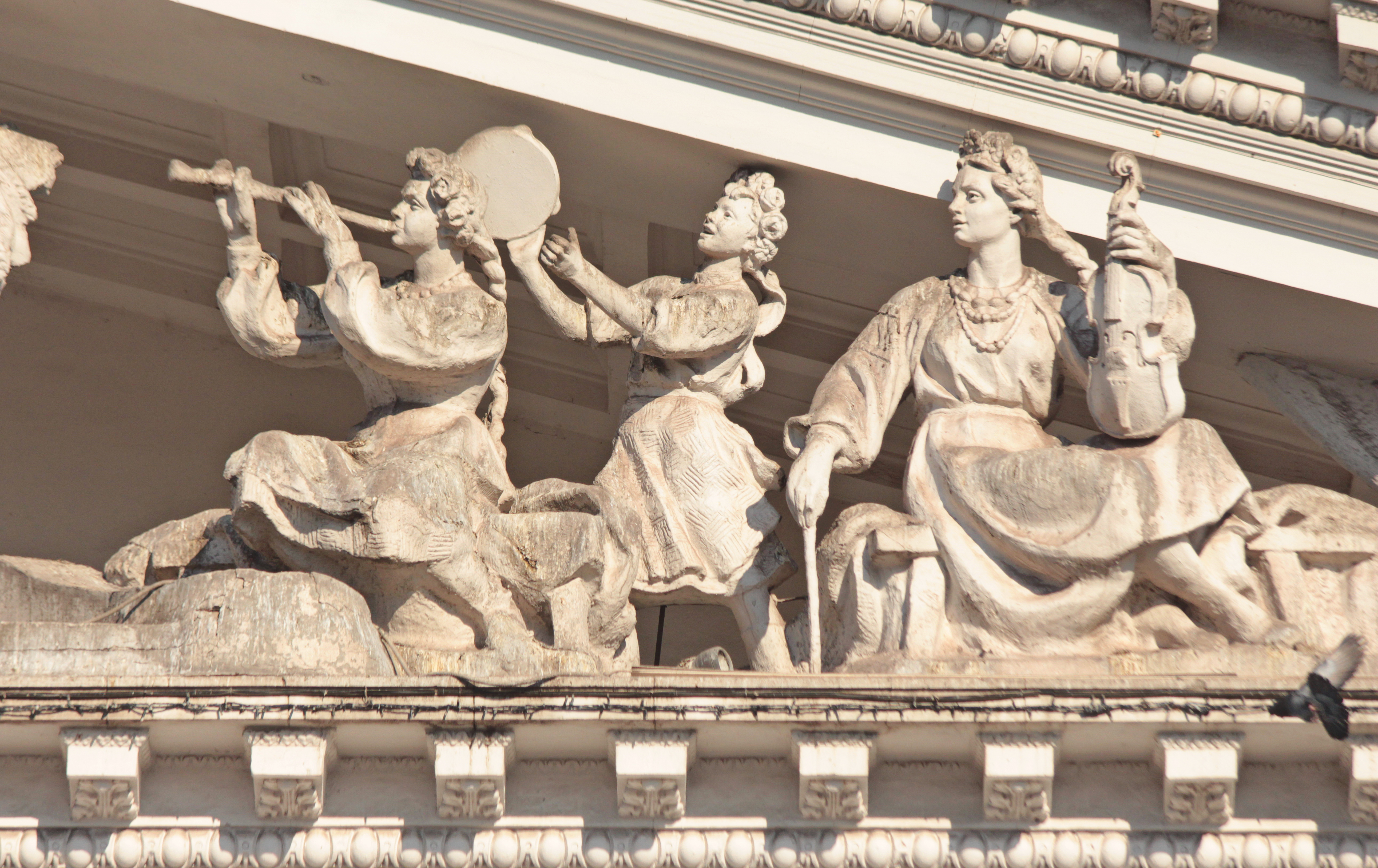

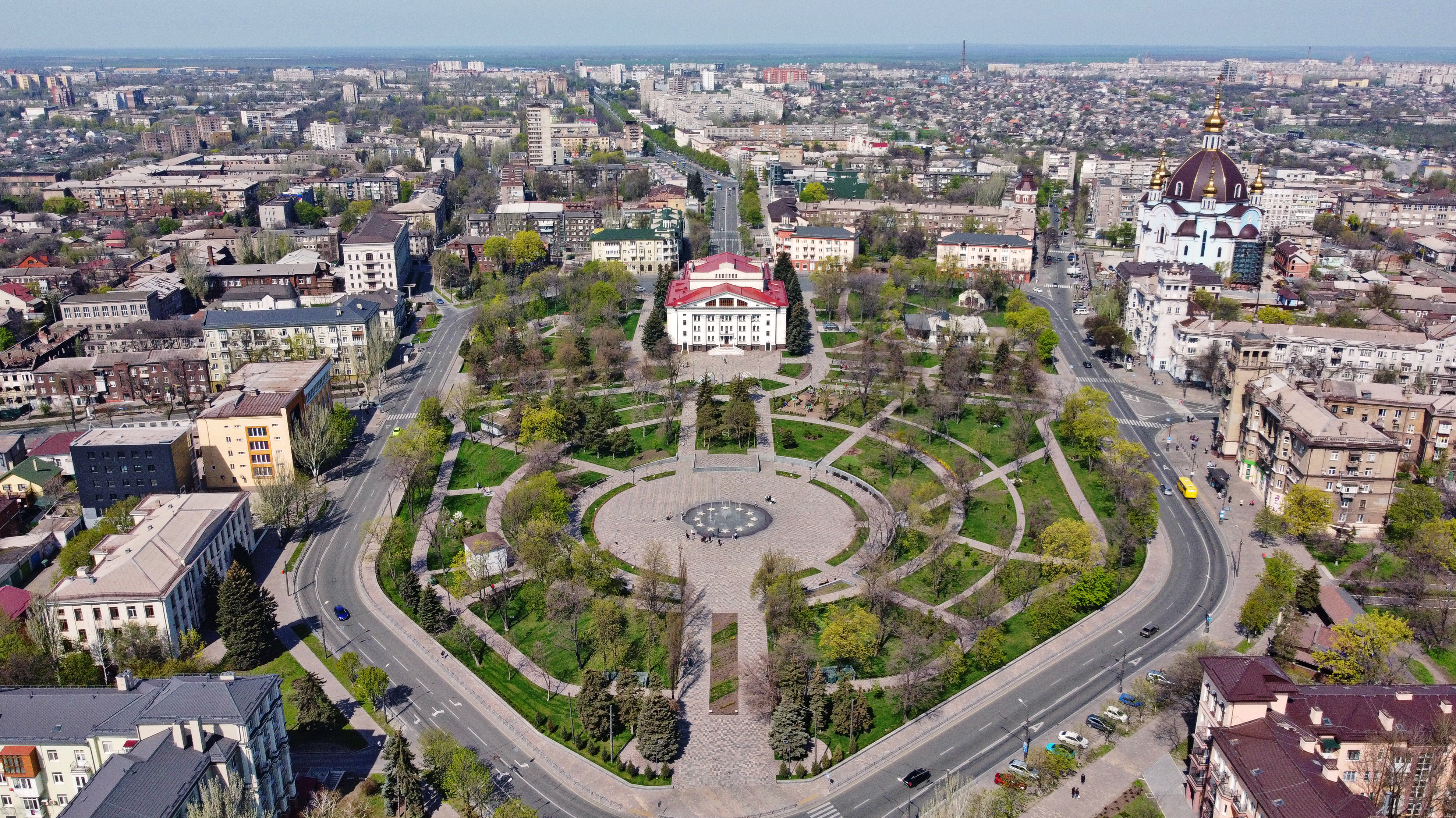
マリウポリの劇場広場
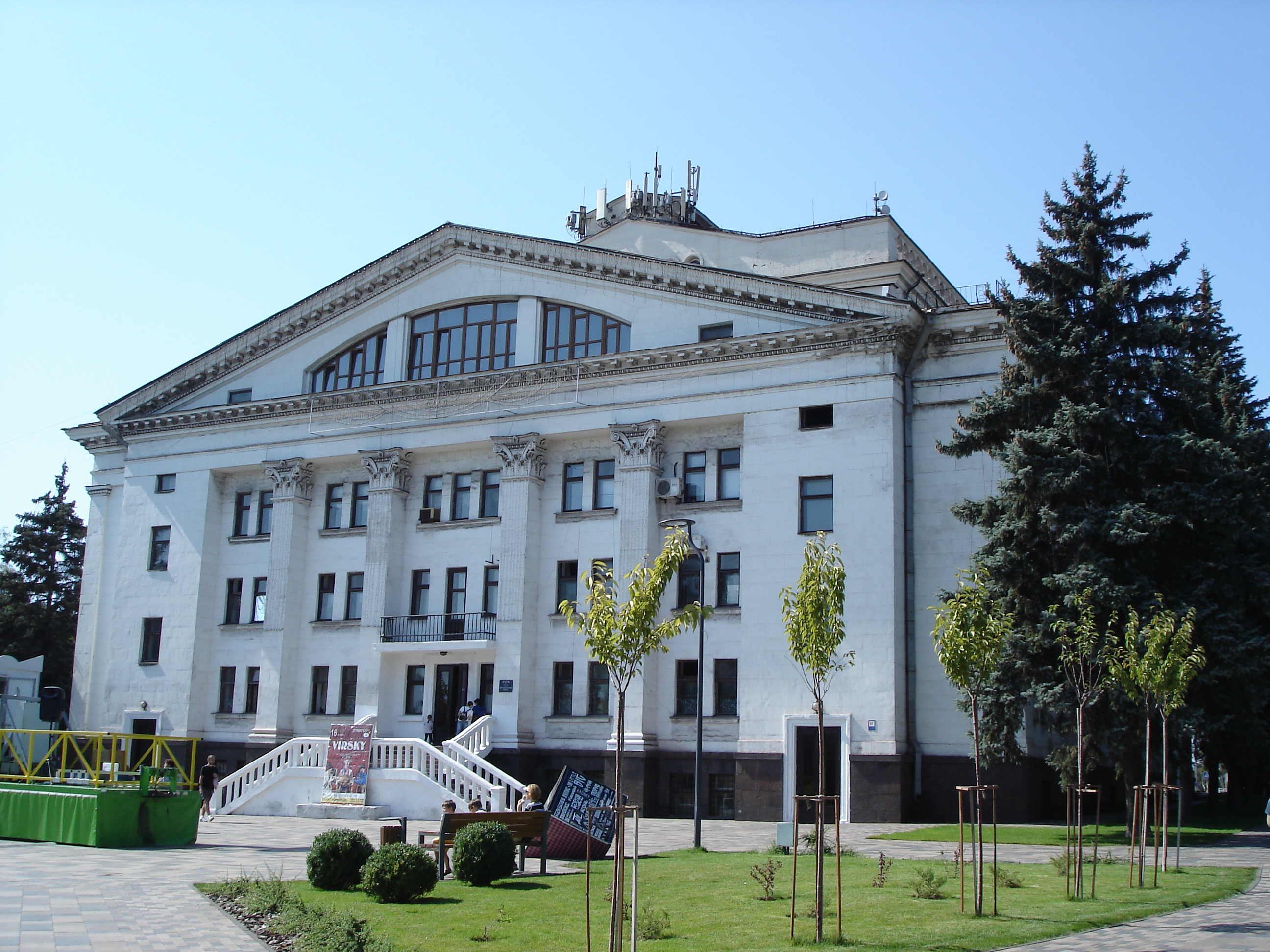
建物の東側ファサード